# Escola Politècnica Superior de l'Exèrcit
L'Escola Politècnica Superior de l'Exèrcit (ESPOL) és una acadèmia militar espanyola pertanyent al cos de l'Exèrcit de Terra.

## Història
L'Escola fou creada l'any 1940 per la mateixa Llei que obliga a la creació del Cos Tècnic de l'Exèrcit. Des de llavors i fins a 1951 la funció de l'Escola es basa en l'oferta de cursos i atorgament de diplomatures de les matèries específiques i els títols d'enginyer d'armament i de construcció.
A partir de l'any 1951 i fins a l'any 1964, l'ESPOL posa en practica l'anomenada "carrera en bloc", basada en la idea de la no necessitat de mantenir oficials excessivament qualificats en camps molt concrets sinó tenir oficials qualificats àmpliament en temes més generals. Per tant, en aquest període l'escola es dedica en exclusiva a la titulació d'Enginyers d'Armament i Construcció.
Des de l'any 1964 la normativa atorga més autogovern a les escoles militars i permeten que aquestes redactin les seves pròpies normatives i ofertes de grau, la qual cosa comportarà al fet que l'ESPOL quedi en un punt intermedi entre el seu primer i el seu segon model que segueix vigent avui dia i està regulat legalment pel Ministeri de Defensa.

## Funció
L'ESPOL s'encarrega de la formació d'Enginyers d'Armament i d'Enginyers de Construcció principalment. Conjuntament a això també ofereixen cursos sobre coneixements més generals que no van acompanyats de diplomatures de doctorats a diferència dels dos citats prèviament.